# 宮川大聖
宮川 大聖（みやかわ たいせい、英語: Taisei Miyakawa、1996年7月11日 - ）は、日本の歌手、シンガーソングライター。本名同じ。通称および旧活動名は、みやかわくん。
東京都新島村（式根島）出身。所属レコード会社はワーナーミュージック・ジャパン（元ユニバーサルシグマ）。

## 来歴

### 生い立ち
1996年7月11日、東京都新島村（式根島）にて生まれ、中学校までを式根島で過ごす。高校進学のため離島し、本島の高校へ進学。高校時代に「みやかわくん」名義でペン回しや歌などの趣味や特技に関する動画をTwitter、動画投稿サイトVineなど様々なインターネットに投稿して中高生の間で話題となる。

### 2017年
3月26日に公式YouTubeチャンネルにて、flumpool｢君に届け｣のカバー動画を公開。この動画は公開からおよそ1年2ヶ月が経過した2018年6月2日にYouTube上での再生回数が1000万回を突破した。2024年7月には2000万回再生を突破。現在(2025年3月)は2035万回再生となっている。12月20日、ASHITABA RECORDSからインディーズ1st ミニ・アルバム「On Your Mark」にてソロデビュー。自身初のオリジナル楽曲が収録され、音楽活動を本格化した。12月21日、Zepp DiverCity（TOKYO）で自身初となるワンマンライブ「secret blue」を開催。チケットは一般販売、追加販売ともにSOLD OUTした。

### 2018年
焚吐×みやかわくんによるコラボレーション・シングル「神風エクスプレス」が、同年1月6日より読売テレビ・日本テレビ系テレビアニメ「名探偵コナン」のエンディングテーマに使用される。4月27日より全国7か所でLive Tour「secret blue 2018」を開催。5月19日、METROPOLITAN ROCK FESTIVAL（大阪会場）に出演。6月27日にユニバーサルミュージック内のレーベルであるユニバーサルシグマよりメジャー・デビュー・ミニ・アルバム「STAR LAND」をリリース。表題曲「スターランド」は初めて自身が作詞・作曲を手掛けた。10月17日にメジャー1st シングル「イダテンドリーマー」をリリース。本シングルは10月1日放送開始の新番組「バゲット」（日本テレビ系）のエンディングテーマに使用され、ソロでは初のタイアップ曲となった。10月25日より、全国12か所で14公演となるLive Tour 2018「ORION ～星の詩～」を開催。

### 2019年
自ら作曲した楽曲がアニメ「名探偵コナン」のオープニングテーマに使用され、オリコン週間チャート5位に初登場した。7月19日、メジャー・デビューからおよそ1年で日本武道館ワンマンライブ「大生誕祭2019 in 日本武道館」を開催。8月10日、ROCK IN JAPAN FESTIVAL 2019に出演。HILL SIDE STAGEのトリを務める。9月、ニューバランス公式オンラインストア13周年祭タイアップ企画の開催が決定。自身がデザインしたオリジナルシューズ「NB1」を発売。8月23日、1st 写真集「ISLAND」を発売。出身地でもある式根島で撮影されたこの写真集は、HMV&BOOKS online 2019年の年間写真集ランキング（男性編）にて13位を獲得した。

### 2020年
2月26日にリリースされたHey! Say! JUMPのシングル「I am / Muah Muah」に収録されたカップリング曲「クランメリア」を楽曲提供。7月8日にミニ・アルバム「Symbol」をリリース。本アルバムから本名である「宮川大聖」名義で音楽活動をすることを発表。9月30日にリリースされたHey! Say! JUMPのシングル「Your Song」に収録されたカップリング曲「Secret Magic」でHey! Say! JUMPへ二度目の楽曲提供を行う。

### 2021年
3月9日、自身のTwitterを更新し、長期休養していたことを発表した。7月11日にワーナーミュージック・ジャパン移籍後初となる音楽配信シングル「雨とパラダイムシフト」をリリース。本楽曲は川谷絵音が楽曲を書き下ろし、宮川が作詞を担当した。9月24日より、全国7か所で7公演となるLIVE TOUR 2021「Paradigm」を開催。9月27日、森永製菓「DARS」による期間限定の特別な音楽レーベル「DARS CHOCOLATE MUSIC LABEL」への参加が決定。12月12日に開催されたオンライン番組「BUZZ MUSIC NIGHT」内で、白いDARSをイメージし自身が書き下ろした楽曲「君色の魔法」を初披露した。また、自身が監修したパッケージデザインの森永製菓「DARS」が期間限定で販売された。

### 2022年
4月13日、2ndフルアルバム「ファンタジア」をリリース。本アルバムはたなかがトータルプロデュースを手がけた。4月29日より、全国7か所で7公演となるLIVE TOUR 2022「ReSTA」を開催。

## 人物
- 現在はシンガーソングライターとして主に活動しているが、肩書きやジャンルにとらわれないマルチクリエイターを目標に活動していくことを公言している。
- 3人兄妹の次男で、兄と妹（宮川愛李）がいる。
- 趣味はアクアリウム。リスザルを飼育している[20]。
- 2021年3月13日に公開された、YouTuberフィッシャーズの動画内で、メンバーのシルクロードと同じ高校の先輩後輩の関係であり、応援団が一緒であることが判明した[21]。
- アイスショー共演をきっかけとして羽生結弦と交流がある。２３年には「Nana」演技後の羽生結弦が客席に向かって「みやいるー？」と声をかけてファンを騒然とさせた。宮川は「ゆづくん」と呼んでおり、ツイキャス中に羽生結弦からメッセージが来たことがある。宮川の母も羽生結弦ファン。また２４年秋には羽生結弦のYoutube公開新プログラムに楽曲「ラストアンビエント」を提供。
- ファンは「みやなー」と呼ばれている。

## 作品
最高順位は、オリコンウィークリーチャートに基づく。

### シングル
|        | 発売日         | タイトル           | 規格品番        | 規格品番          | 規格品番  | 規格品番  | オリコン 最高位 |
| 通常盤 | 発売日         | タイトル           | 初回限定 映像盤 | 初回限定 グッズ盤 | FC限定盤  |           | オリコン 最高位 |
| ------ | -------------- | ------------------ | --------------- | ----------------- | --------- | --------- | --------------- |
| 1st    | 2018年10月17日 | イダテンドリーマー | UMCK-5662       | UMCK-9973         | UMCK-9974 | PROS-5020 | 5位             |
| 2nd    | 2019年1月30日  | 略奪               | UMCK-5667       | UMCK-9987         | UMCK-9988 | PROS-5021 | 5位             |
| 3rd    | 2022年12月21日 | ユートピア         | WPCL-13446      | WPCL-13447        |           |           | 12位            |
| 4th    | 2023年6月7日   | 光/Sparkling Love  | WPCL-13497      | WPCL-13498        |           |           | 14位            |

### 配信シングル
|   | 発売日         | タイトル             |
| - | -------------- | -------------------- |
| 1 | 2021年7月11日  | 雨とパラダイムシフト |
| 2 | 2022年1月12日  | 君色の魔法           |
| 3 | 2022年11月11日 | ユートピア           |
| 4 | 2022年12月21日 | MAZE                 |
| 5 | 2022年12月21日 | 蒼い夜               |
| 6 | 2023年4月21日  | 光                   |

### フル・アルバム
|        | 発売日        | タイトル     | 規格品番   | 規格品番     | 規格品番     | 規格品番     | オリコン 最高位 |
| 通常盤 | 発売日        | タイトル     | 初回限定盤 | 初回限定盤   | FC限定盤     |              | オリコン 最高位 |
| ------ | ------------- | ------------ | ---------- | ------------ | ------------ | ------------ | --------------- |
| 1st    | 2019年4月10日 | RÉBECCA      | UMCK-1619  | 映像盤       | グッズ盤     | PROS-1007    | 8位             |
| 1st    | 2019年4月10日 | RÉBECCA      | UMCK-1619  | UMCK-7007    | UMCK-7008    | PROS-1007    | 8位             |
| 2nd    | 2022年4月13日 | ファンタジア | WPCL-13377 | WPZL-31953/4 | WPZL-31953/4 | WPZL-60018/9 | 10位            |

### ミニ・アルバム
|        | 発売日         | タイトル     | 規格品番        | 規格品番          | 規格品番            | 規格品番  | オリコン 最高位 |
| 通常盤 | 発売日         | タイトル     | 初回限定 映像盤 | 初回限定 グッズ盤 | ファンクラブ 限定盤 |           | オリコン 最高位 |
| ------ | -------------- | ------------ | --------------- | ----------------- | ------------------- | --------- | --------------- |
| 1st    | 2017年12月20日 | On Your Mark | ASTB-0001       |                   |                     |           | 25位            |
| 2nd    | 2018年6月27日  | STAR LAND    | UMCK-1601       | UMCK-9952         | UMCK-9953           | PROS-1908 | 8位             |
| 3rd    | 2020年7月8日   | Symbol       | UMCK-1657       | UMCK-7061         | UMCK-7062           | PROS-1008 | 8位             |

### コラボレーション・シングル
|        | 発売日        | 名義                                | タイトル         | 規格品番   | 規格品番       | 規格品番  | 規格品番  | オリコン 最高位 |
| 通常盤 | 発売日        | 名義                                | タイトル         | 初回限定盤 | 名探偵コナン盤 | FC限定盤  |           | オリコン 最高位 |
| ------ | ------------- | ----------------------------------- | ---------------- | ---------- | -------------- | --------- | --------- | --------------- |
| 1st    | 2018年2月14日 | 焚吐×みやかわくん                   | 神風エクスプレス | JBCZ-4039  | JBCZ-6074      | JBCZ-6075 |           | 16位            |
| 2nd    | 2019年7月3日  | Only this time（焚吐×みやかわくん） | ANSWER           | JBCZ-4052  | JBCZ-4051      | JBCZ-4053 | JBCF-1010 | 5位             |

### 映像作品
| 1st | 2020年12月16日 | LIVE Blu-ray「大生誕祭2019 in 日本武道館」 | UMXK-1075 | UMXK-9028/9 | 19位 |

### 参加作品
| 発売日       | タイトル       | 収録曲          | 備考 |
| ------------ | -------------- | --------------- | ---- |
| 2023年7月3日 | シティーポップ | Midnight Parade |      |

## 提供作品
宮川愛李
- 欠落カレンドラ（2019年、作詞・作曲）

Hey! Say! JUMP
- クランメリア（2020年、作詞・作曲）
- Secret Magic（2020年、作詞・作曲）

## ライブ

### 主催公演
| 年     | 期間                      | タイトル                                           | 公演規模・会場 | 備考                                                                                               |
| ------ | ------------------------- | -------------------------------------------------- | --- | -------------------------------------------------------------------------------------------------- |
| 2017年 | 2017年12月21日            | 「secret blue」                                    | 1会場1公演12月21日 Zepp DiverCity TOKYO（東京都） | 初ワンマンライブ                                                                                   |
| 2018年 | 2018年4月27日 - 5月13日   | Live Tour 「secret blue 2018」                     | 7会場7公演4月27日 新潟LOTS (新潟県) 4月30日 福岡BEAT STATION (福岡県) 5月2日 名古屋Electric Lady Land (愛知県) 5月5日 札幌PENNY LANE 24 (北海道) 5月9日 梅田CLUB QUATTRO (大阪府) 5月11日 仙台Rensa (宮城県) 5月13日 EX THEATER ROPPONGI (東京都) | 初全国ライブツアー                                                                                 |
| 2018年 | 2018年7月11日             | secret blue結成記念 「Salvia Party 2018」          | 1会場1公演7月11日 マイナビBLITZ赤坂（東京都） | FC限定ライブ                                                                                       |
| 2018年 | 2018年10月25日 - 12月6日  | Live Tour 2018 「ORION ～星の詩～」                | 12会場14公演【DJ Edition】 10月25日 CLUB CITTA' (神奈川県) 11月2日 BLUELIVE HIROSHIMA (広島県) 11月8日 金沢EIGHT HALL (石川県) 11月9日 新潟LOTS (新潟県) 11月14日 CAPARVO HALL (鹿児島県) 11月16日 スカラエスパシオ (福岡県) 11月28日 CRAZYMAMA KINGDOM (岡山県) 【BAND Edition】 10月26日 CLUB CITTA' (神奈川県) 11月3日 Zepp Osaka Bayside（大阪府） 11月11日 仙台PIT（宮城県） 11月17日 スカラエスパシオ（福岡県） 11月23日 Zepp Sapporo（北海道） 11月30日 Zepp Nagoya（愛知県） 12月6日 Zepp Tokyo（東京都） | |
| 2019年 | 2019年1月13日             | 「大新年祭 2019」                                  | 1会場1公演1月13日 パシフィコ横浜 国立大ホール（神奈川県） | 〈ゲスト〉 焚吐/吉田凜音/妹子 〈サプライズゲスト〉 スカイピース                                    |
| 2019年 | 2019年4月13日 - 5月25日   | Live Tour 2019 「アンボレア」                      | 8会場8公演 【BAND Edition】 4月13日 SENDAI GIGS（宮城県） 4月20日 Zepp DiverCity TOKYO（東京都） 4月30日 Zepp Fukuoka（福岡県） 5月3日 Zepp Nagoya（愛知県） 5月11日 Zepp Namba（大阪府） 5月25日 Zepp Sapporo（北海道） 【DJ Edition】 4月29日 CRAZYMAMA KINGDOM（岡山県） 5月15日 新潟LOTS（新潟県） | 〈サプライズゲスト〉 たなか（5月11日 Zepp Namba公演）                                              |
| 2019年 | 2019年7月11日             | secret blue presents 「Salvia Party 2」            | 1会場1公演7月11日 下北沢GARDEN（東京都） | FC限定ライブ                                                                                       |
| 2019年 | 2019年7月19日             | 「大生誕祭2019 in 日本武道館」                     | 1会場1公演7月19日 日本武道館（東京都） | |
| 2019年 | 2019年11月4日 - 11月28日  | secret blue presents 「Salvia Party 3」            | 3会場3公演 11月14日 DIAMOND HALL（愛知県） 11月15日 なんばHatch（大阪府） 11月28日 Zepp DiverCity TOKYO（東京都） | FC限定ライブ                                                                                       |
| 2020年 | 2020年1月19日             | 「大新年祭 2020」                                  | 1会場1公演1月19日 中野サンプラザホール（東京都） | 〈ゲスト〉 ReN/ACE COLLECTION/さなり                                                               |
| 2020年 | 2020年4月4日 - 5月31日    | LIVE TOUR 2020 「kaRma」                           | 14会場14公演【DJ Edition】 4月4日 CLUB CITTA' (神奈川県) 4月10日 金沢EIGHT HALL (石川県) 4月12日 新潟LOTS (新潟県) 4月18日 高松MONSTER（香川県） 4月19日 CRAZYMAMA KINGDOM (岡山県) 4月25日 CAPARVO HALL (鹿児島県) 4月26日 広島LIVE VANQUISH（広島県） 【BAND Edition】 5月3日 Zepp Tokyo（東京都） 5月5日 SENDAI GIGS（宮城県） 5月10日 Zepp Nagoya（愛知県） 5月16日 Zepp Fukuoka（福岡県） 5月17日 Zepp Osaka Bayside（大阪府） 5月23日 Zepp Sapporo（北海道） 5月31日 Zepp DiverCity TOKYO（東京都） ↓ 振替日程（2021年） 2月12日 CLUB CITTA' (神奈川県) 2月5日 金沢EIGHT HALL (石川県) 2月6日 新潟LOTS (新潟県) 2月20日 高松MONSTER（香川県） 2月21日 CRAZYMAMA KINGDOM (岡山県) 2月27日 CAPARVO HALL (鹿児島県) 2月28日 広島LIVE VANQUISH（広島県） 【BAND Edition】 1月9日 Zepp Tokyo（東京都） 1月30日 SENDAI GIGS（宮城県） 1月17日 Zepp Nagoya（愛知県） 1月11日 Zepp Fukuoka（福岡県） 1月16日 Zepp Osaka Bayside（大阪府） 1月23日 Zepp Sapporo（北海道） 1月31日 Zepp DiverCity TOKYO（東京都） | 新型コロナウイルス感染拡大の影響により、全公演延期となった。その後、振替公演も全公演中止となった。 |
| 2020年 | 2020年7月11日             | secret blue presents 「Salvia Party 4 〜Be One〜」 | 7月11日 WEB配信 | FC限定ライブ WEB配信限定での開催となった。                                                         |
| 2020年 | 2020年7月18日             | 「Symbol」発売記念・配信ライブ                     | 7月18日 WEB配信 | mini Album「Symbol」購入者限定の配信ライブ。                                                       |
| 2021年 | 2021年7月11日             | secret blue presents 「Salvia Party 5」            | 1会場2公演（2部制）7月11日 Zepp DiverCity TOKYO（東京都） | FC限定ライブ 約1年半ぶりの有観客ライブとなった。                                                   |
| 2021年 | 2021年9月24日 - 11月7日   | LIVE TOUR 2021 「Paradigm」                        | 7会場7公演 9月24日 CLUB CITTA'（神奈川県） 10月2日 Zepp Nagoya（愛知県） 10月3日 Zepp Osaka Bayside（大阪府） 10月10日 Zepp Fukuoka（福岡県） 10月16日 Zepp Sapporo（北海道） 10月24日 Zepp Tokyo（東京都） 11月7日 SENDAI GIGS（宮城県） | |
| 2022年 | 2022年4月29日 - 5月28日   | LIVE TOUR 2022 「ReSTA」                           | 7会場7公演 4月29日 Zepp DiverCity TOKYO（東京都） 4月30日 Zepp Nagoya（愛知県） 5月5日 Zepp Osaka Bayside（大阪府） 5月7日 Zepp Fukuoka（福岡県） 5月14日 Zepp Sapporo（北海道） 5月21日 Zepp Haneda（TOKYO）（東京都） 5月28日 SENDAI GIGS（宮城県） | |
| 2022年 | 2022年7月11日             | secret blue presents 「Salvia Party 6」            | 1会場2公演（2部制）7月11日 Zepp DiverCity TOKYO（東京都） | FC限定ライブ                                                                                       |
| 2022年 | 2022年11月19日 - 12月18日 | LIVE TOUR 2022 「Contrast」                        | 8会場8公演 11月19日 SENDAI GIGS 11月27日 Zepp Fukuoka 12月03日 Zepp Sapporo 12月10日 Zepp Haneda 12月12日 EX THEATER ROPPONGI 12月17日 Zepp Nagoya 12月18日 Zepp Osaka Bayside | |
| 2023年 | 5月3日 - 6月4日           | 宮川大聖 LIVE TOUR 2023「Sparkle」」               | 7会場7公演 | |

### ゲスト出演
| 年      | 出演日                     | イベント名                                                | 会場                                       | 備考                                                               |
| ------- | -------------------------- | --------------------------------------------------------- | ------------------------------------------ | ------------------------------------------------------------------ |
| 2018年  | 4月28日                    | 「OTODAMA SEA STUDIO 前夜祭 2018 Day1」                   | 豊洲PIT（東京都）                          |                                                                    |
| 2018年  | 7月8日                     | 「プレゼン！2」                                           | Zepp Namba（大阪府）                       |                                                                    |
| 2018年  | 8月3日                     | OTODAMA SEA STUDIO 2018「HY X クレイ勇輝 X みやかわくん」 | OTODAMA SEA STUDIO（神奈川県）             |                                                                    |
| 2018年  | 9月30日                    | 「OTODAMA 2018 最終日 - 夏の終わりに -」                  | OTODAMA SEA STUDIO（神奈川県）             |                                                                    |
| 2018年  | 10月5日                    | 「EMMARY FES 2018」                                       | 渋谷ストリームホール（東京都）             |                                                                    |
| 2019年  | 2月15日                    | 「メイプル超音楽フェス」                                  | DIAMOND HALL（愛知県）                     |                                                                    |
| 2019年  | 3月27日                    | 「ZIP!春フェス 2019」                                     | 東京ドームシティーホール（東京都）         |                                                                    |
| 2019年  | 4月3日                     | 「Tune LIVE 2019」                                        | Zepp DiverCity TOKYO（東京都）             |                                                                    |
| 2019年  | 6月17日                    | 「SID collaboration TOUR 2019」                           | Zepp Tokyo（東京都）                       | SIDが主催する対バンライブツアー。                                  |
| 2019年  | 8月10日                    | 「ROCK IN JAPAN FESTIVAL 2019」                           | 国営ひたち海浜公園（茨城県）               |                                                                    |
| 2019年  | 8月11日                    | 「OTODAMA SEA STUDIO」                                    | OTODAMA SEA STUDIO（神奈川県）             |                                                                    |
| 2019年  | 9月14日                    | 「サイサイフェス 2019」                                   | STUDIO COAST（東京都）                     | SILENT SIRENが主催するライブイベント。                             |
| 2020年  | 8月29日                    | 「a-nation online 2020」                                  | avex公式YouTubeチャンネルにて配信          | WEB配信限定イベント。                                              |
| 2021年  | 12月12日                   | 「BUZZ MUSIC NIGHT」                                      | 森永DARS WEB番組 にて配信                  | WEB配信限定イベント。 森永DARSコラボ曲「君色の魔法」を初披露した。 |
| 2022年  | 6月17日 - 6月19日          | P&G presents「Fantasy on Ice 2022 in KOBE」               | 神戸ワールド記念ホール（兵庫県）           | 羽生結弦、織田信成、田中刑事とのコラボパフォーマンスを行った。     |
| 2022年  | 6月24日 - 6月26日          | 「Fantasy on Ice 2022 in SHIZUOKA」                       | エコパアリーナ・特設アイスリンク（静岡県） |                                                                    |
| 2022年  | 6月30日                    | 「COLORZ powers by SHEIN」                                | NIIGATA LOTS（新潟県）                     |                                                                    |
| 2022年  | 7月9日                     | 「COLORZ powers by SHEIN」                                | BLUE LIVE HIROSHIMA（広島県）              |                                                                    |
| 8月21日 | 「COLORZ powers by SHEIN」 | 日比谷野外大音楽堂                                        |                                            |                                                                    |

## 出演

### テレビ
2018年
- 1月27日「バズリズム02」お試し音楽リポーターが行く（日本テレビ）
- 2月1日「ZIP!」SHOWBIZ RABBIT!! （日本テレビ）
- 2月8日「めざましテレビ」エンタ!見たもん勝ち（フジテレビ）
- 2月17日「COUNT DOWN TV」ゲストライブ 焚吐×みやかわくん（TBSテレビ）
- 6月8日「バズリズム02」スタジオライブ（日本テレビ）
- 6月15日「ミュージャック」TALK×TALK×TALK（関西テレビ）
- 6月29日「Tune」HOT TUNE（フジテレビ）
- 7月4日「Break Out」～2018年 注目アーティストSP～（テレビ朝日）
- 7月6日・13日「バズリズム02」どうかここだけは聴いてください!（日本テレビ）
- 7月14日「音楽の日」第二部 焚吐×みやかわくん（TBSテレビ）
- 7月18日「BREAK OUT」FREAK SCENE（テレビ朝日）
- 8月11日「音エモン」プレゼンライブ（関西テレビ）
- 10月19日「バズリズム02」スタジオライブ（日本テレビ）
- 11月2日「メイプル超音楽」スタジオゲスト（CBCテレビ）
- 11月2日「ササシマBASE Lab.」音楽BASE（中京テレビ）
- 11月2日「Tune」D.I. Tune （フジテレビ）

2019年
- 1月1日 ｢COUNT DOWN TVスペシャル年越しプレミアライブ｣（TBSテレビ）
- 3月8日・22日「メイプル超音楽」（CBCテレビ）
- 6月1日「Tune」GOD Tune（フジテレビ）
- 7月14日「音楽の日 2019」Only this time スタジオライブ（TBSテレビ）

2020年
- 4月26日「Love music」特別編（フジテレビ）
- 5月4日「イマウタ-Right On!Music-」ゲストライブ（BS日テレ）
- 6月19日「バズリズム02」リモートライブ（日本テレビ）

2022年
- 4月17日「宮川大聖 ミュージックビデオスペシャル」（100%ヒッツ!スペースシャワーTVプラス）

### ラジオ
2018年
- 2月26日「SCHOOL OF LOCK!」焚吐×みやかわくん ゲスト（TOKYO FM）
- 7月3日・31日「レコメン!」ゲスト（文化放送）
- 7月7日「TALK ABOUT」ゲスト（TBSラジオ）
- 10月15日「レコメン!」ゲスト（文化放送）
- 10月16日「ナガオカ×スクランブル」ゲスト（CBCラジオ）
- 10月22日「SCHOOL OF LOCK!」ゲスト（TOKYO FM）
- 10月27日「TALK ABOUT」ゲスト（TBSラジオ）

2019年
- 2月9日「TALK ABOUT」ゲスト（TBSラジオ）

2020年
- 5月2日「TALK ABOUT」ゲスト（TBSラジオ）
- 7月4日「TALK ABOUT」ゲスト（TBSラジオ）
- 7月7日「レコメン!」ゲスト（文化放送）
- 7月15日「SCHOOL OF LOCK!」ゲスト（TOKYO FM）
- 10月15日「00motion Radio vol.13」ゲスト（block.fm）

2021年
- 3月27日・7月3日・9月11日・12月25日「TALK ABOUT」ゲスト（TBSラジオ）

2022年
- 1月14日「IMAREAL」コメント（AIR-G'）
- 4月15日「IMAREAL」インタビュー（AIR-G'）
- 4月18日「レコメン!」ゲスト（文化放送）

### 書籍・雑誌
2018年
- 1月30日「ROCKIN'ON JAPAN」2018年3月号 焚吐×みやかわくん（ロッキング・オン）
- 5月30日「ROCKIN'ON JAPAN」2018年7月号（ロッキング・オン）
- 6月22日「JUNON」2018年8月号（主婦と生活社）
- 9月22日「JUNON」2018年11月号（主婦と生活社）
- 9月22日「B-PASS」2018年12月号（シンコーミュージック・エンタテイメント）

2019年
- 7月22日「JUNON」2019年9月号（主婦と生活社）
- 8月23日 1st photo book「ISLAND」（主婦と生活社）
- 10月13日「ピアノソロ みやかわくん Piano Score Selection」（ヤマハミュージックエンタテインメントホールディングス）

2020年
- 5月29日「JUNON」2020年7月号（主婦と生活社）
- 6月30日「JUNON」2020年8月号（主婦と生活社）
- 6月30日「ROCKIN'ON JAPAN」2020年8月号（ロッキング・オン）
- 7月1日「CLUSTER」Vol.13（宝島社）
- 7月6日「B-PASS」2020年8.9月合併号【バックカバー&巻末特集】（シンコーミュージック・エンタテイメント）
- 7月7日「POTATO」2020年8月号（ワン・パブリッシング）
- 11月27日「スクエア"チェキ"WEBギャラリー」（SHUTTER magazine）

2022年
- 5月27日「NYLON JAPAN」2022年7月号 COLORZ powers by SHEIN特集ページ（カエルム）

### 特設
1. ↑  “『METROCK 2018』LINE UP -OSAKA-特設サイト”. 2018年2月1日閲覧。